# Clotilde Rosa
Maria Clotilde Belo de Carvalho Rosa Franco (Queluz, 11 de mayo de 1930-Lisboa, 24 de noviembre de 2017), conocida como Clotilde Rosa, fue una arpista, pedagoga y compositora portuguesa.

## Biografía
Nació en Queluz, Portugal, hija del violinista y tenor José Rosa (1895-1939) y de la pianista y arpista Branca Belo de Carvalho Rosa (1906-1940). Fue la hermana menor de Artur Rosa, que se convirtió en arquitecto y escultor; y la cuñada de Helena Almeida. Comenzó a recibir clases de piano a los diez años con Ivone Santos, y lecciones de arpa a los doce con Cecilia Borba en el Conservatorio Nacional de Lisboa. Entre 1960 y 1963 continuó sus estudios de arpa con varias becas en Ámsterdam con Phia Berghout, en París con Jacqueline Borot y en Colonia con Hans Zingel. Desde 1963 hasta 1966 también participó en los cursos de verano de Darmstadt, dirigidos por Karlheins Stockhausen, en Alemania. Después de completar sus estudios, trabajó como solista de arpa con varias orquestas y conjuntos.
En 1965 Rosa participó en el primer happening portugués en la Galeria Divulgação, junto con António Aragão, E. M. Melo e Castro, la poetisa Sallette Tavares, Manuel Baptista, el compositor Jorge Peixinho y el arpista Mário Falcão.
En 1970 cofundó el Grupo de Música Contemporánea de Lisboa (GMCL) con el compositor Jorge Peixinho. El grupo interpretó música contemporánea en Portugal, Brasil y en todo Europa. A finales de la década de 1970, junto a Carlos Franco y Luísa de Vasconcelos formó el Trio Antiqua, que se centró en la interpretación de la música antigua. Rosa también formó parte de la Orquesta Sinfónica de Oporto, la Orquesta Sinfónica Nacional, de la Emisora de Radiodifusión Nacional, y colaboró con la Orquesta Nacional del Teatro San Carlos y la Orquesta de la Fundación Calouste Gulbenkian, Finalizó su carrera orquestal en 1987.
Entre 1987 y 2000 impartió clases en la Escuela de Música del Conservatorio Nacional de Lisboa, primero en Análisis y Técnicas de Composición (1987-1989) y después en Arpa. Fue la primera vez que se impartió un programa de estudios de arpa contemporánea en Portugal.

## Vida personal
Rosa se divorció de su primer marido, el pianista y violonchelista Jorge Machado en 1961. Más tarde se casó con el flautista Carlos Franco, otro miembro de GMCL. Tuvo tres hijos, dos de los cuales se convirtieron en músicos. Rosa murió en Lisboa el 24 de noviembre de 2017.

## Reconocimiento
En 1976, Rosa comenzó a escribir como compositora individual; por sugerencia de Jorge Peixinho, su obra Encontro para flauta y cuarteto de cuerda fue llevada a la Tribune Internationale de Compositeurs de París por Joly Braga Santos y Nuno Barreiros. La obra, grabada en la Compañía Nacional de Radiodifusión, obtuvo el décimo lugar entre sesenta obras de treinta países diferentes.
Ganó el primer Concurso Nacional de Composición de Portugal con su obra Variantes I para flauta solista.

## Obras
Rosa compuso más de setenta obras para instrumento solista, conjunto de cámara, orquesta sinfónica, ópera y cantata, entre otras. Entre las obras seleccionadas se encuentran:
- Encontro for flute and string quartet (1976)
- Alternâncias for flute and piano (1976)
- Variantes I for flute solo (1980)
- Três Canções Breves (1980)
- Cinzas de Sísifo (1986)
- O Fabricar da Música e do Silêncio (1987)
- Ciclo Vozes de Florbela (1990)
- Amor que mal existe (1992)
- Glosas Próprias (1998)
- Quiet fire (1999)
- Canto Circular (2000)
- El Vaso Reluciente (2003)

Sus obras han sido grabadas y editadas en CD, que incluyen:
- Música para poesia Portuguesa / Cathariou, Martins, Tiexeira, Martins, et al. ; (2008) La Ma De Guido
- Spiral of Light: Portuguese Music for Strings and Marimba (2010) EtCetera Records